# Jerry Kleczka

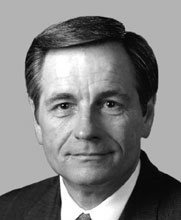
Jerry Kleczka

Gerald Daniel „Jerry“ Kleczka (* 26. November 1943 in Milwaukee, Wisconsin; † 8. Oktober 2017 in Madison, Wisconsin) war ein US-amerikanischer Politiker. Zwischen 1984 und 2005 vertrat er den Bundesstaat Wisconsin im US-Repräsentantenhaus.

## Werdegang
Jerry Kleczka besuchte bis 1961 die Don Bosco High School in Milwaukee und studierte danach mit Unterbrechungen bis 1970 an der dortigen University of Wisconsin. Zwischen 1963 und 1969 war er Mitglied des Fliegerkorps der Nationalgarde seines Heimatstaates. Zeitweise arbeitete er auch als Buchhalter.
Politisch schloss sich Kleczka der Demokratischen Partei an. Von 1969 bis 1974 saß er als Abgeordneter in der Wisconsin State Assembly; zwischen 1975 und 1984 gehörte er dem Staatssenat an. Außerdem war er von 1966 bis 1984 Delegierter auf allen regionalen demokratischen Parteitagen in Wisconsin. 1980 und 1984 war er auch Delegierter zu den jeweiligen Democratic National Conventions.
Nach dem Tod des Kongressabgeordneten Clement J. Zablocki wurde Kleczka bei der fälligen Nachwahl für den vierten Sitz von Wisconsin als dessen Nachfolger in das US-Repräsentantenhaus in Washington, D.C. gewählt, wo er am 3. April 1984 sein neues Mandat antrat. Nach zehn Wiederwahlen konnte er bis zum 3. Januar 2005 im Kongress verbleiben. Dort war er zunächst Mitglied im Committee on Ways and Means und später im Haushaltsausschuss. 1995 machte er auch negative Schlagzeilen, als er wegen Trunkenheit am Steuer für eine Woche inhaftiert wurde.
Im Jahr 2004 kündigte Kleczka seinen Rückzug aus der Politik an. Er verzichtete bei den Wahlen dieses Jahres auf eine erneute Kandidatur.

## Einzelnachweis
1. ↑  sfgate.com: Former US Rep. Jerry Kleczka of Wisconsin dies at 73 (Memento vom 10. Oktober 2017 im Internet Archive)

| Personendaten    | Personendaten                               |
| ---------------- | ------------------------------------------- |
| NAME             | Kleczka, Jerry                              |
| ALTERNATIVNAMEN  | Kleczka, Gerald Daniel (vollständiger Name) |
| KURZBESCHREIBUNG | US-amerikanischer Politiker                 |
| GEBURTSDATUM     | 26. November 1943                           |
| GEBURTSORT       | Milwaukee, Wisconsin                        |
| STERBEDATUM      | 8. Oktober 2017                             |
| STERBEORT        | Madison, Wisconsin                          |